# Ru svinemælk
Ru svinemælk (Sonchus asper) er en enårig plante i kurvblomst-familien. Den har stive, glinsende blade, der har en tandet, ru rand. Arten er udbredt over store dele af verden.

## Beskrivelse
Ru svinemælk er en glat, skør og kraftig urt. Den ligner alm. svinemælk, men bladene er stive, på oversiden glinsende og har hjerte-øreformet, tilbagebøjet grund. Frugterne er desuden kun ribbede på langs, ikke tværrynkede.

## Udbredelse
Arten er udbredt i Europa, Nordafrika og Vestasien, og den er indslæbt som ukrudtsplante til andre dele af Jorden, også troperne.
I Danmark er ru svinemælk almindelig langs veje og på affaldspladser. Den blomstrer i juni til oktober.